# Football Club Stade Lausanne-Ouchy
Il Football Club Stade Lausanne-Ouchy è una società calcistica svizzera, con sede a Losanna, capitale del Canton Vaud, nel quartiere di Ouchy. Il club milita attualmente nella Challenge League, seconda divisione del campionato elvetico.

## Storia

### FC La Villa Ouchy
Nel 1895 viene creato il club FC La Villa Ouchy, che risulta tra i membri fondatori dell'Associazione Svizzera di Football. La squadra del La Villa Ouchy ha partecipato alla prima edizione in assoluto del campionato elvetico, nella stagione 1897-98. Il club scompare nel 1916.

### Lausanne FC Ouchy
A distanza di due anni dallo scioglimento del La Villa, nel 1918 ad Ouchy viene fondato il Lausanne FC Ouchy. Il club gioca nelle stagioni 1922-23 e 1943-44 al terzo livello del campionato (Serie C nel primo caso, Seconda Lega nell'altro). A partire dalla stagione 1944-45 inizia una costante discesa che porta la squadra alla Quarta Lega (sesto livello all'epoca) nel 1970-71. Nel 1971-72 il club sale in Terza Lega, nel 1980-81 in Seconda Lega. Nel 1999 il club fallisce.

### FC Stade Lausanne-Ouchy
Il 1º luglio 2000 inizia una terza avventura, con la fondazione del FC Stade Lausanne-Ouchy. Nella Challenge League 2022-2023 arriva al terzo posto, guadagnando dunque l'accesso ai playoffs, nei quali il club vienne promosso in Swiss Super League

## Rosa 2024-2025
Rosa e numerazione aggiornate al 22 ottobre 2024.
| N. |                         | Ruolo | Calciatore        |
| -- | ----------------------- | ----- | ----------------- |
| 1  | Portogallo (bandiera)   | P     | Dany Da Silva     |
| 4  | Canada (bandiera)       | C     | Lucas Pos         |
| 5  | Kosovo (bandiera)       | D     | Lavdrim Hajrulahu |
| 6  | Angola (bandiera)       | C     | Giovani Bamba     |
| 7  | Francia (bandiera)      | A     | Charles Abi       |
| 8  | Francia (bandiera)      | C     | Romain Bayard     |
| 9  | Francia (bandiera)      | A     | Zachary Hadji     |
| 10 | Kosovo (bandiera)       | C     | Mergim Qarri      |
| 11 | Moldavia (bandiera)     | A     | Vitalie Damașcan  |
| 14 | Spagna (bandiera)       | C     | Ismaël Gharbi     |
| 16 | Svizzera (bandiera)     | C     | Mischa Eberhard   |
| 17 | Kosovo (bandiera)       | A     | Alban Ajdini      |
| 18 | Svizzera (bandiera)     | C     | Liridon Mulaj     |
| 19 | Burkina Faso (bandiera) | D     | Dylan Ouedraogo   |
| 20 | Svizzera (bandiera)     | A     | Nathan Garcia     |

| N. |                           | Ruolo | Calciatore           |
| -- | ------------------------- | ----- | -------------------- |
| 21 | Svizzera (bandiera)       | D     | Linus Obexer         |
| 22 | Svizzera (bandiera)       | D     | Marc Fred Tsoungui   |
| 23 | Francia (bandiera)        | D     | Rayan Kadima         |
| 24 | Costa d'Avorio (bandiera) | C     | Ogou Akichi          |
| 27 | Senegal (bandiera)        | D     | Lamine Gassama       |
| 28 | Francia (bandiera)        | C     | Elies Mahmoud        |
| 29 | Comore (bandiera)         | D     | Abdallah Ali Mohamed |
| 30 | Svizzera (bandiera)       | P     | Tristan Zesiger      |
| 37 | Francia (bandiera)        | D     | Mickaël Nanizayamo   |
| 49 | Guinea (bandiera)         | D     | Sahmkou Camara       |
| 74 | Francia (bandiera)        | P     | Jérémy Vachoux       |
| 76 | Kosovo (bandiera)         | C     | Valon Hamdiu         |
| 77 | Svizzera (bandiera)       | D     | Michael Heule        |
| 97 | Madagascar (bandiera)     | A     | Warren Caddy         |
| 99 | Germania (bandiera)       | A     | Gabriel Kyeremateng  |

## Palmarès

### Competizioni nazionali
- Promotion League: 1

2018-2019
- 1ª Lega: 2

2014-2015 (gruppo 1), 2015-2016 (gruppo 1)

### Competizioni interregionali
- Seconda Lega interregionale: 1

2013-2014 (gruppo 1)

### Altri piazzamenti
- Challenge League:

Secondo posto: 1928-1929
Terzo posto: 2020-2021, 2022-2023
- 1ª Lega:

Secondo posto: 2016-2017 (gruppo 1)